# Mendak (Delanggu)
Mendak is een bestuurslaag in het regentschap Klaten van de provincie Midden-Java, Indonesië. Mendak telt 1942 inwoners (volkstelling 2010).